# Jean Hamelin (historien)
Pour les articles homonymes, voir Hamelin et Jean Hamelin.
Jean Hamelin (Saint-Narcisse, 13 juillet 1931 - Québec, 15 mai 1998) est un historien et professeur d’université québécois, affilié à l’École de Laval. Il a contribué au cours de sa carrière de plus de 30 ans à la formation d'un nombre impressionnant d'historiens.

## Biographie
Il fit ses études secondaires au Collège séraphique des Pères Franciscains de Trois-Rivières. Il est diplômé de l'Université Laval et de l'École pratique des hautes études, de Paris (1957). Il entre à l'Institut d'histoire de l'Université Laval la même année.
Jean Hamelin a publié de nombreux ouvrages sur l'histoire économique, sociale, politique et religieuse du Québec et du Canada. Il a signé également une quarantaine d'articles pour le Dictionnaire biographique du Canada. Il est le frère de Marcel Hamelin, lui aussi historien.
Jean Hamelin naît d'une mère enseignante et un père cordonnier tous deux conservateurs et ultramontains. La religion fut très présente dans l’enfance et l’adolescence de Jean Hamelin. Selon Nive Voisine (1996) : « Son esprit critique et son désir de changer les choses s’accommodent mal de ce milieu [...] » C’est à la fin de son cours classique qu'Hamelin, ayant découvert des intérêts pour la philosophie, décide de s’orienter vers les Lettres, plus précisément l’histoire.
Jean Hamelin, sous l’influence importante de Marcel Trudel, oriente sa carrière universitaire vers l’histoire. Il quitte pour la France quelques mois pour peaufiner sa discipline. Il rédige vers 1957 un mémoire intitulé Économie et société en Nouvelle-France. Son mémoire de l'École pratique des hautes études à Paris, paru en 1960, avait pour titre : Économie et société en Nouvelle-France. En 1971, en collaboration avec Yves Roby, il publiait Histoire économique et sociale du Québec, 1851-1896, qui valut à ses deux auteurs le prix du Gouverneur général. Il a collaboré aux 2 volumes de Idéologies au Canada français de 1850 à 1900 et de 1900 à 1929.
À son retour d’Europe, il est plongé directement dans la Révolution tranquille et découvre peu à peu que les mœurs changent et, avec son nouveau travail d’enseignant à l’Université Laval, que les élèves changent aussi à plusieurs points de vue. Il remarque une montée de l’humanisme dans la mentalité des étudiants et de la société en général. Il se fera aussi un grand défenseur de cet humanisme, entre autres dans l’enseignement universitaire.
Sa pratique historique se modifie donc un peu et se tourne vers l’explication du moment présent tout en étant engagé socialement. « Cette vision s’accorde bien à la conjoncture québécoise où les débats de la fin du régime de Duplessis et les bouleversements de la Révolution tranquille créent un immense besoin d’histoire et incitent les historiens à l’engagement social. » (Nive Voisine, 1996) En fait, cet engagement social et ce renouveau dans la pratique historique était quasiment obligatoire puisque les étudiants ne sont plus les mêmes qu’au temps de l’école classique. Ils sont « imprégnés de la rationalité scientifique, assez étrangers à l’histoire, sensibilisés aux problèmes sociaux, tiraillés par divers courants idéologiques, fascinés par les technologies en émergence et fortement politisés. » (Nive Voisine, 1996) Ces nouveaux arrivants s’inscrivent dans la même lignée que la pensée de Hamelin depuis quelques années : l’humanisme.
Il était depuis 1973 responsable de la publication du Dictionnaire biographique du Canada aux Presses de l'Université Laval. En collaboration avec Nicole Gagnon, il a fait paraître, en 1984, deux tomes de l’Histoire du catholicisme québécois, qui ont obtenu le Prix du Gouverneur général. On lui doit plusieurs répertoires, notamment sur les journaux et les périodiques ainsi que sur les publications gouvernementales du Québec.
En somme, c’est à travers une société passant du conservatisme au progressisme que Jean Hamelin fera le plus gros de son travail historiographique. C’est donc en 1992 qu’il écrit ce témoignage probablement à tous ceux qui ont, comme lui, grandi et évolué dans cette société québécoise chamboulée par la Révolution tranquille et tout ce que cela implique.
Au cours de sa carrière, Jean Hamelin fut l'auteur ou le coauteur de près d’une cinquantaine d'ouvrages et d'environ soixante-quinze articles de périodiques et chapitres de livres. De plus, il a assuré la direction de soixante-seize étudiants à la maîtrise et au doctorat. 
En premières noces il a épousé Huguette Pronovost à Saint-Narcisse en 1954, de laquelle il a eu quatre filles.[réf. nécessaire]

## Ouvrages publiés
- Le Canada français : son évolution historique, 1497-1967, Éditions Boréal Express, 1967 (maintenant Brève histoire du Québec)
- Histoire économique du Québec, 1851-1896, avec Yves Roby, Les Presses de l'Université Laval, 1969
- Brève histoire du Québec, avec Jean Provencher, Boréal, 1981 (mis à jour en 1997)
- Histoire du catholicisme québécois : le XXe siècle, tome 1 : 1898-1940, Boréal, 1984
- Histoire du catholicisme québécois : le XXe siècle, tome 2 : De 1940 à nos jours, Boréal, 1984
- Histoire de l'Université Laval; les péripéties d'une idée, Les Presses de l'Université Laval, 1995
- Le père Eugène Prévost (1860-1946), Je veux devenir un saint, Les Presses de l'Université Laval, 1999 (Œuvre posthume)

## Honneurs
- 1972 - Médaille J. B. Tyrrell
- 1972 - Prix du Gouverneur général
- 1980 - Prix Marcel-Vincent
- 1984 - Prix du Gouverneur général
- 1990 - Prix Esdras-Minville
- 1994 - Membre de l'ordre du Canada
- 1995 - Médaille Gloire de l'Escolle
- 1998 - Chevalier de l'Ordre national du Québec

## Hommages
La rue Jean-Hamelin a été nommée en son honneur, en 2006, dans la ville de Québec.